# مكتب الأعمال الأفضل
مكتب الأعمال الأفضل (Better Business Bureau)، هو منظمة خاصة غير ربحية، مهمتها التركيز على النهوض بثقة السوق. تأسست في عام 1912 وانتشر 106 فرع منها في جميع أنحاء الولايات المتحدة الأمريكية وكندا، وتندرج تحت الرابطة الدولية لمكاتب الأعمال الأفضل في أرلينغتون في ولاية فرجينيا.
لا ترتبط المنظمة بأي وكالة حكومية، وترتبط الشركات التجارية التابعة لها والتي تلتزم بمعاييرها من خلال التنظيم الذاتي للصناعة. تمتثل سياستها في الامتناع عن التوصية أو تأييد أي عمل أو منتج أو خدمة معينة لتجنب التحيز.
لطالما كانت المنظمة موضع جدل، خاصة فيما يتعلق بادعاء منحها تقييمات أعلى للشركات التي تدفع رسوم العضوية. ترفض المنظمة الادعاء القائم على دفع الشركات لها للحصول على تقييم أعلى. يعتمد نظام تقييم المنظمة على مقياس درجات تقييم يتراوح من إيه بلاس A+ إلى إف F. تمثل المستويات درجة ثقة المنظمة في عمل الشركة بطريقة جديرة بالثقة، وأنها ستبذل جهدًا حقيقية لحل مخاوف العميل المقدمة إلى المنظمة.

## التاريخ
«كان الدجل الطبي والترويج للعلاجات والعقاقير التي لا قيمة لها من بين أبرز الانتهاكات التي أدت إلى إنشاء التنظيم الذاتي الرسمي في مجال الأعمال التجارية، وبالتالي إنشاء مكتب الأعمال الأفضل الوطني». اعتُمدت فكرة مكتب الأعمال الأفضل في العديد من القضايا أمام المحاكم، مثل القضية التي رفعتها الحكومة ضد عدد من المنظمات، ومنها شركة كوكاكولا، في عام 1906، بعد اعتماد قانون الأغذية والأدوية النقية رسميًا في القانون الأمريكي.

## الهيكل والتمويل
تخضع جميع مكاتب الأعمال الأفضل، والتي يبلغ عددها 112 مكتب، بشكل مستقل لمجالس إدارتها الخاصة، ويجب أن تستوفي معايير مكاتب الأعمال الأفضل الدولية، والتي تُراقبها الرابطة الدولية لمكاتب الأعمال الأفضل. يدير قادة مكاتب الأعمال الأفضل المحليون الرابطة الدولية لمكاتب الأعمال الأفضل، وذلك بالإضافة إلى كبار المسئولين التنفيذيين من الشركات الكبرى، وقادة المجتمع من الأكاديميين والخبراء القانونيين. يعمل كل فرع من المكتب بشكل منفصل، ويُموَّل بشكل رئيسي من خلال الشركات المعتمدة والتي تعمل غالبًا في مجلس إدارتها. كشفت دراسة أجراها عميد كلية إدارة الأعمال بجامعة ماركيت أن 90% من أعضاء مجلس إدارة مكتب الأعمال الأفضل هم من رجال الأعمال.

### إجراءات حل النزاعات
توضع إجراءات تسوية النزاعات الخاصة بالمنظمة من الرابطة الدولية لمكاتب الأعمال الأفضل، وتُطبقها هيئات المكاتب المحلية. يمكن حل النزاعات عادة بالوساطة عندما يقتضي الأمر، ويمكن أيضًا تقديم تحكيم خاص بتكلفة قليلة أو دون تكلفة من خلال المنظمة. تعمل المنظمة كطرف محايد عند تقديم خدمات تسوية المنازعات.
تميل المنظمة، والتي تزعم الحياد، بشدة إلى صف الأعضاء الذين يدفعون رسومًا، وتختار الحَكَم في أي نزاع، ويُجبر صاحب الشكوى على الالتزام بالقرار الذي توصلت إليه المنظمة كقرار لنهاية النزاع، ولا يجوز له رفع أي دعوى بعد ذلك.
لا تتعامل المنظمة عادةً مع الشكاوى المتعلقة بممارسة المهن، مثل الطب والقانون، والتي تُحال إلى جمعيات تنظيم تلك المهن، ولا تتعامل مع الشكاوى التي رُفعت أو سترفع إلى المحكمة.
تتصل المنظمة بالجهة التجارية المعنية وتعرض التوسط معها في حالة نزاع مع مستهلك. ليس من الضروري أن تكون هذه الجهة عضوًا فيها لاستخدام خدمات الوساط. يُعتبر اعتماد المنظمة أو عضويتها اختياريًا تمامًا للأعمال التجارية وتتعامل معها بناءً على دفع المستحقات.

#### قسم الإعلانات الوطني
يستعرض قسم الإعلانات الوطني التابع لمكتب الأعمال الأفضل في الولايات المتحدة وكندا المطالبات الواقعية المقدمة في الإعلانات الوطنية. توفر الإعلانات خدمات بديلة لتسوية المنازعات للمعلنين، وتتوصل عادةً إلى حل في غضون90 يومًا من تاريخ التقديم، ويكون الامتثال للنتائج طوعيًا.

## نظام التقييم والاعتماد
صنف مكتب الأعمال الأفضل الشركات على أساس أنها «مُرضية» أو «غير مُرضية» حتى عام 2008. غيرت المنظمة نظامها في 1 يناير في عام  2009، وانتقلت إلى نظام جديد يعتمد على نظام تقييم الأحرف من إيه بلاس A+ إلى إف F، بشكل يشبه تقييمات المدارس. نُشرت العوامل الستة عشر في كل مراجعة للأعمال التجارية منذ بدء البرنامج، ونشرت التفاصيل المتعلقة بالنقاط الممنوحة أيضًا.
تضع المنظمة تقييم «غير مُقيّم» إن اختارت جهة تجارية عدم تقديم معلومات أساسية مثل حجمها وتاريخ بدء أعمالها، ويُكتب التقييم المتدني الناجم عن عدم تقديم الشركة للمعلومات كما يلي: «ليس لمكتب الأعمال الأفضل معلومات خلفية كافية عن هذا النشاط التجاري».
يتأهل النشاط التجاري للحصول على اعتماد المنظمة إن كان يستوفي معايير مكتب الأعمال الأفضل للثقة حسب رأي المنظمة. توجد ثمانية معايير ثقة تتوقع المنظمة من شركاتها المعتمدة الالتزام بها لبناء ثقة المستهلكين (الحفاظ على سجل إيجابي في السوق) والإعلان بأمانة وقول الحقيقة والشفافية وتنفيذ الوعود، وتكون سريعة الاستجابة (للتعامل مع نزاعات السوق) وحماية الخصوصية (حماية بيانات المستهلك) والنزاهة.
طالب المدعي العام في ولاية كونيتيكت بإيقاف استخدام نظام التقييم بالأحرف في المنظمة، ووصفه بأنه قد يكون ضارًا ومضللًا للمستهلكين. عدلت المنظمة منذ ذلك الحين عن اتباع نظام التقييم بالأحرف استجابة للمدعي العام وآخرين.

## النقد
ذكر البرنامج الإخباري 20/20 الذي يُعرض على قناة إيه بي سي الأمريكية في فقرة بعنوان «أفضل التقييمات التي يمكن للمال شراؤها» عن المخالفات في تقييمات المنظمة في عام 2010؛ وذكر حصول شركتين وهميتين تابعتين لإحدى الأشخاص على أعلى تقييم (إيه بلاس) بمجرد دفعهما لرسوم العضوية. ذكر أيضًا إخبار أصحاب الأعمال بأن الطريقة الوحيدة لتحسين تقييمهم هي دفع الرسوم. وُجدت إحدى الحالات التي تغير فيها التقييم من المستوى سي إلى المستوى إيه بعد الدفع مباشرةً، وتحول التقييم في حالة أخرى من سي ماينس إلى إيه بلاس. ادعى الطاهي الشهير وولفغانغ باك حصول بعض شركاته على التقييم إف بسبب رفضه لدفع الرسوم.
صرح رئيس الرابطة الدولية لمكاتب الأعمال الأفضل عن توقف نظام تقييم المنظمة عن منح نقاط للشركات الأعضاء. صوتت اللجنة التنفيذية الوطنية للمنظمة للتصدي لتعامل الجمهور مع نظام التقييم، وصوتت أيضًا على عدم منح نظام التقييم نقاطًا إضافية للشركات على أساس اعتمادهم، وصوتت لتطبيق نظام للتعامل مع الشكاوى المتعلقة بممارسات مبيعات المنظمة. لم يتوقف موقع المنظمة -على الرغم من التصويت- عن الاعتراف بتوقف منح النقاط في حال فقدان الاعتماد.
ذكرت قناة سي بي سي نيوز في كندا في عام 2010 أن مكاتب الأعمال الأفضل الكندية كانت تخفّض تقييمات عشرات الشركات التي توقفت عن دفع مستحقاتها. مثلًا، انخفض تقييم نشاط تجاري حاصل على المستوى إيه وكان عضوًا في المنظمة  لمدة 20 عامًا إلى المستوى دي ماينس عندما توقف على عدم دفع المستحقات.
تحجب المنظمة أسماء الأفراد الذين يقدمون شكاوى، وتنشر أسماء الشركات المسؤولة عن ذلك.

## لوس أنجلوس
طرد مجلس مكاتب الأعمال الأفضل مكتب الأعمال الأفضل في ساوثلاند ومقره لوس أنجلوس الذي يُعتبر أكبر فرع محلي في 12 مارس في عام 2013، وادعى أن المجموعة المحلية لم تستوف معايير المجلس المتعلقة بالاعتماد والإبلاغ على الشركات ومعاملة الشكاوى. غيرت مجموعة لوس أنجلوس اسمها إلى تحالف المستهلكين التجاريين، وقالت إنها اتبعت جميع سياسات المجلس. أطلق مجلس مكاتب الأعمال الأفضل بعد ذلك فرعًا محليًا جديدًا في منطقة لوس أنجلوس. 